# Irreduzibles Gitter
In der Mathematik sind irreduzible Gitter in der Theorie der Lie-Gruppen von Bedeutung.
Sei {\displaystyle G} eine nichtkompakte, halbeinfache Lie-Gruppe und {\displaystyle \Gamma \subset G} ein Gitter, d. h. eine diskrete Untergruppe, für die es einen Fundamentalbereich endlichen Volumens bzgl. des Haarmaßes gibt.
Wenn {\displaystyle \Gamma _{1}\subset G_{1}} und {\displaystyle \Gamma _{2}\subset G_{2}} Gitter sind, dann ist {\displaystyle \Gamma _{1}\times \Gamma _{2}} ein Gitter in {\displaystyle G_{1}\times G_{2}}. Solche Gitter heißen reduzibel.
Ein Gitter {\displaystyle \Gamma \subset G} heißt irreduzibel, wenn für jeden nichtkompakten, abgeschlossenen Normalteiler der Zusammenhangskomponente der Eins {\displaystyle N\subset G_{0}} die Menge {\displaystyle \Gamma N} dicht in {\displaystyle G} ist.
In einer nicht-kompakten einfachen Lie-Gruppe ist jedes Gitter irreduzibel.
Beispiele irreduzibler Gitter in Gruppen der Form {\displaystyle G_{1}\times G_{2}} sind die Hilbertschen Modulgruppen.
Wenn das Zentrum {\displaystyle Z(G)=0} und die Projektion von {\displaystyle \Gamma } im maximal kompakten Faktor dicht liegt, dann ist jedes Gitter kommensurabel zu einem Produkt irreduzibler Gitter.